# Nikolskoje (rejon gagariński)
Nikolskoje (ros. Никольское) – wieś (dieriewnia) w Rosji, w obwodzie smoleńskim, w rejonie gagarińskim. W 2010 liczyła 1434 mieszkańców.